# ヒョウタン

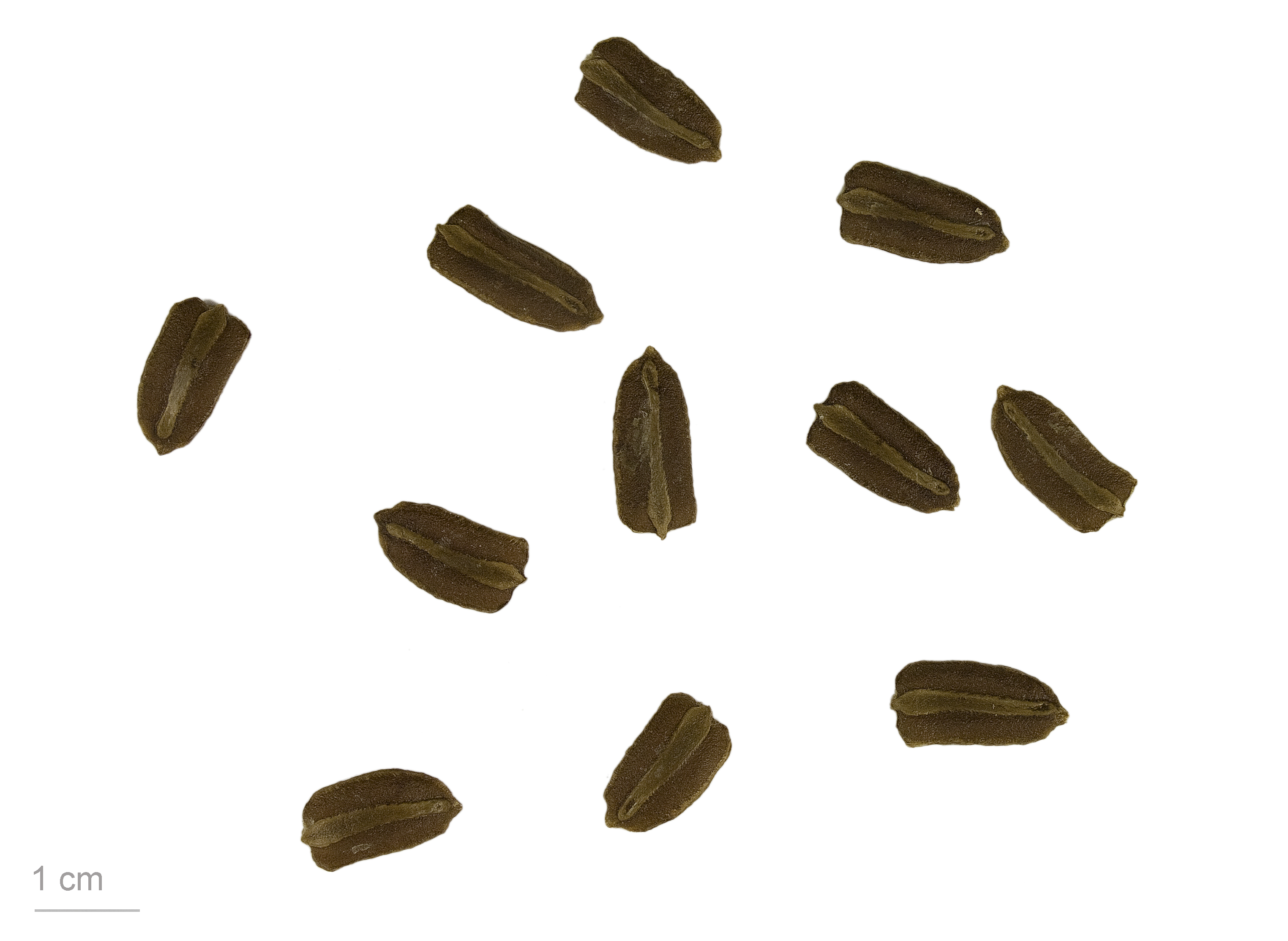
ヒョウタンの種

ヒョウタン（瓢箪、瓢簞、学名: Lagenaria siceraria var. siceraria）は、ウリ科ユウガオ属の植物。ユウガオの変種。漢語では瓢（ひょう、瓠、匏とも表記）、瓢瓠（ひょうこ）、胡盧（ころ、葫盧、壺盧とも表記）ともいい、和語ではひさご、ふくべという。
この植物の果実を加工して作られる「ひょうたん」は、「瓢」の「箪（容器）」という意味である。主に果実を観賞用に栽培したり、容器に加工したりして利用される。

## 概説
最古の栽培植物の一つで、原産地のアフリカから食用や加工材料として世界各地に広まったと考えられている。乾燥した種子は耐久性が強く、海水にさらされた場合なども高い発芽率を示す。
ユウガオの変種で、狭義には上下が丸く真ん中がくびれた形の品種を呼ぶが、球状から楕円形、棒状や下端の膨らんだ形など品種によって様々な実の形がある。
ヒョウタンは、苦味成分であり嘔吐・下痢等の食中毒症状を起こすククルビタシンを含有し、果肉の摂取は食中毒の原因となる。「#毒性」でも後述。

## 種類
ヒョウタンには大小様々な品種があり、長さが5センチメートルくらいの極小千成から、2メートルを越える大長、また胴回りが1メートルを超えるジャンボひょうたんなどがある。センナリヒョウタン（学名: Lagenaria siceraria var. microcarpa）は、ヒョウタンの別変種。
ヒョウタンと同一種のユウガオは、ククルビタシンの少ない品種を選別した変種で、食用となる干瓢の原料として利用される。また、ヒョウタン型をした品種の中にも、ククルビタシンの少ない食用品種が存在する。
- 千成兵丹（せんなりひょうたん） - タキイ種苗が育成した品種で、1本のつるに小さな果実がたくさん実る。夏の日よけ用の栽培に向いている[5]。
- 百成ひょうたん（ひゃくなりひょうたん） - 福井シードが育成した品種で、果実は長さ15 - 25 cm、胴回り25 - 30 cmになり、ひょうたんとしては標準的な大きさ[5]。
- 鶴首ひょうたん（つるくびひょうたん） - 福井シードが育成した品種で、果実は長さは30 cm、膨らみの径は8 - 10 cmほどになる。果実の上部は細長くなり、曲げ加工して鶴の置物などをつくる[5]。
- 長瓢（ながふくべ） - 長瓢箪の品種で、果実は大型で長さ2 mにもなる。棚栽培するときは、広さや高さ、風対策が必要[5]。

## 歴史

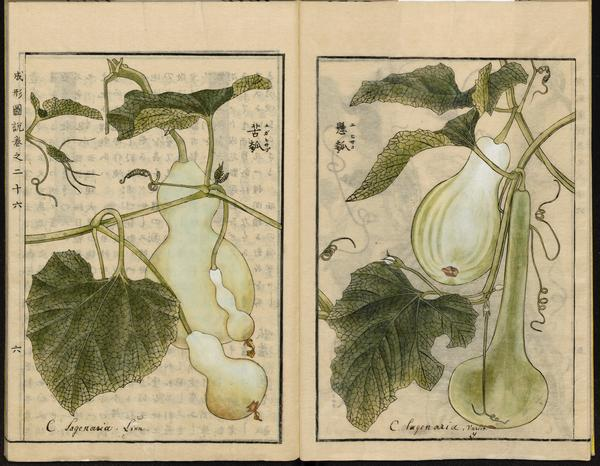
『成形図説』より

原産地は、北アフリカや、インド、タイなどの熱帯地方とされる。
日本では、縄文時代草創期から前期にかけての遺跡である鳥浜貝塚から種子が出土している。文献史学上では『日本書紀』（720年成立）の中で瓢（ひさご）として初めて公式文書に登場する。その記述によると仁徳天皇11年（323年）、茨田堤を築く際、水神へ人身御供として捧げられそうになった茨田連衫子という男が、ヒョウタンを使った頓智で難を逃れたという。
古代のヒョウタンは現在のような括れた形態ではなく通常の植物の実のような筒のような形をしていたことが分かっており、突然変異で今日知られているような特徴的な形が発現し、それが人伝に栽培されて世界中に広まった、とされる。

## 栽培

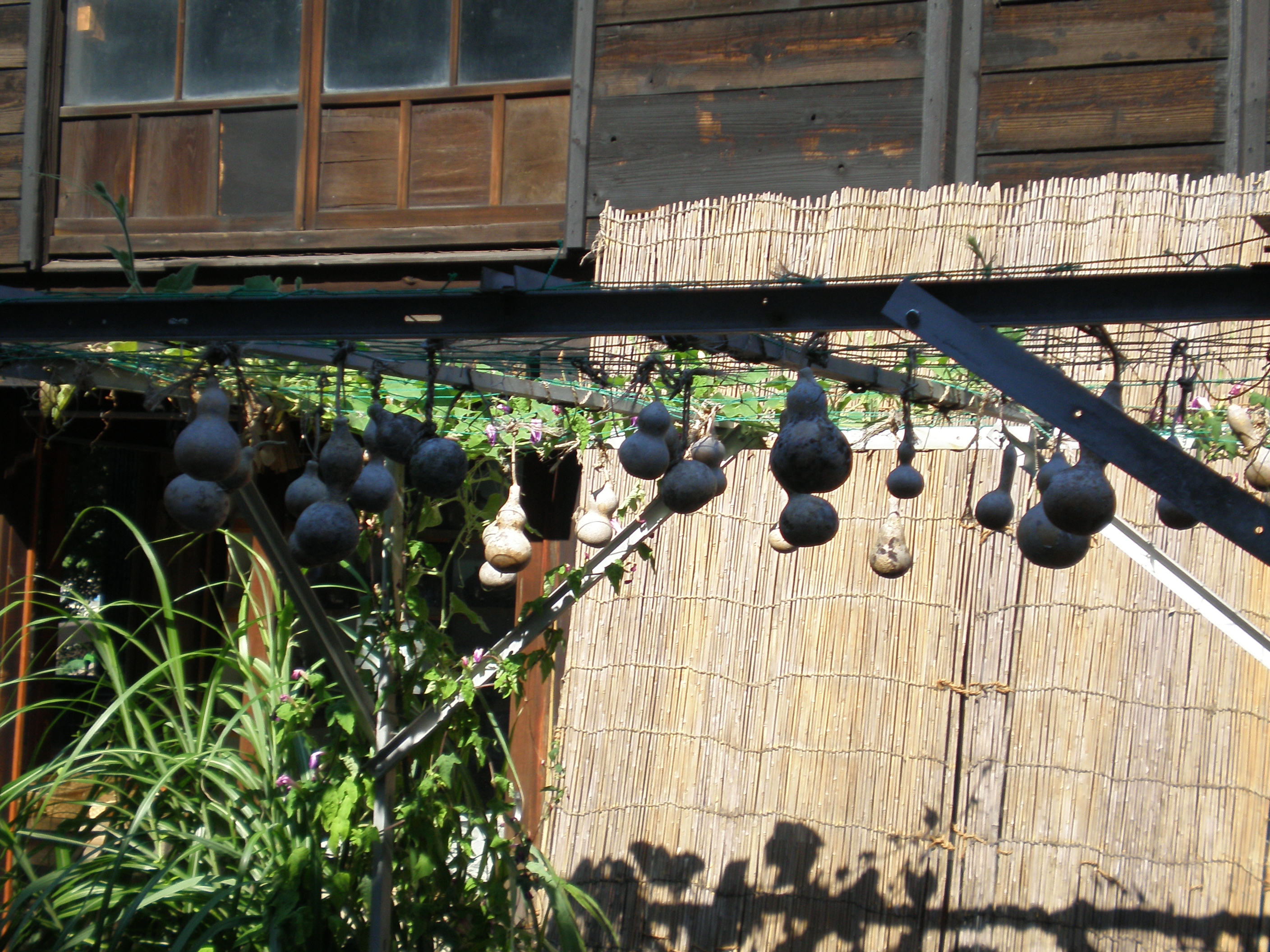
ヒョウタン棚

春に種をまき、晩春に苗を植え付け、盛夏から晩夏にかけて果実を収穫する。高温性でつるはよく伸びて、生育は旺盛であり、特に入念な管理などはなく放任栽培できる。多湿には弱い性質のため、排水のよいところで栽培する。
苗を作る場合は、育苗ポットなどに3 - 4粒の種をまき、保温して発芽させ、本葉が開き始めたころに間引きして本葉3 - 4枚の苗に仕上げる。畑は植え付け2週間ぐらい前に植え穴を掘って元肥を入れ、埋め戻してから畝を立てる。1株だけ育てるときは、株の真下に元肥を施す「鞍つき畝」にすると、肥料が集中的に効く。苗を定植したら丈夫な柵と棚を作り、つるを誘引する。小型品種をプランターで栽培するときは、あんどん仕立てにしてもよい。収穫時期は、果実表面の産毛がとれて、指ではじくと高音が出るようになったら適期である。

## 利用
ユニークな形をした果実が、観賞用として楽しまれていて、真夏の日光を遮る日陰棚にも向いている。また、完熟果は主に酒器、花器、薬物などの容器へ加工されて利用されるほか、強壮な草勢からスイカやカボチャの台木としても利用される。

### 容器
果肉部分を除去し、乾燥させたものが容器として水筒や酒の貯蔵に利用されていた（多孔質であるために内容液が少しずつしみ出し、気化熱が奪われるため中身が気温より低く保たれる）。
軽くて丈夫なヒョウタンは、世界各国で様々な用途に用いられてきた。日本では上記のように水や酒を持ち運べる容器としてのほか、縦に二つに割って水などを汲んだり掬ったりする用途にも使われた。ヒョウタン（瓢箪）を指す瓢（ひさご）の読みを柄杓に当てて「ひしゃく」と呼んだとの説もある。朝鮮半島ではヒョウタンを二つ割りにして作った柄杓や食器を「パガジ」と呼び、庶民の間で広く用いられてきた。また、インディアンはタバコのパイプに、南米のアルゼンチン、ウルグアイ、ブラジルではマテ茶の茶器に、またニューギニア島などでは先住民によってペニスケースとして使われている。
- 千利休は花器として使った先覚者で、花道家安達瞳子も利用したという[13]。
- 喫煙具としても使われる[14]。名探偵シャーロック・ホームズのトレードマークであるキャラバッシュ・パイプは、ヒョウタンを用いたパイプである。

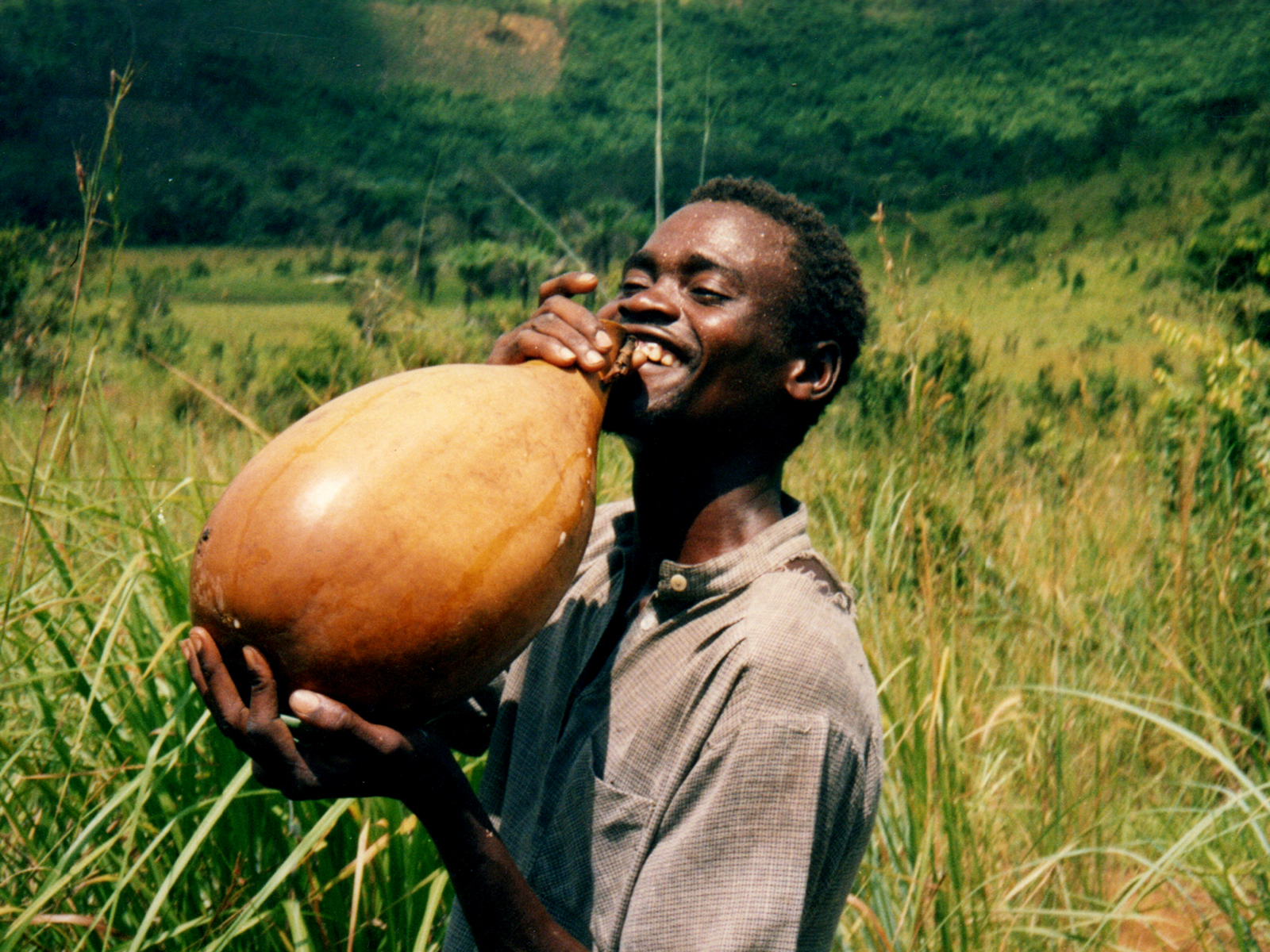
ヤシ酒の容器として（コンゴ共和国、2008年）
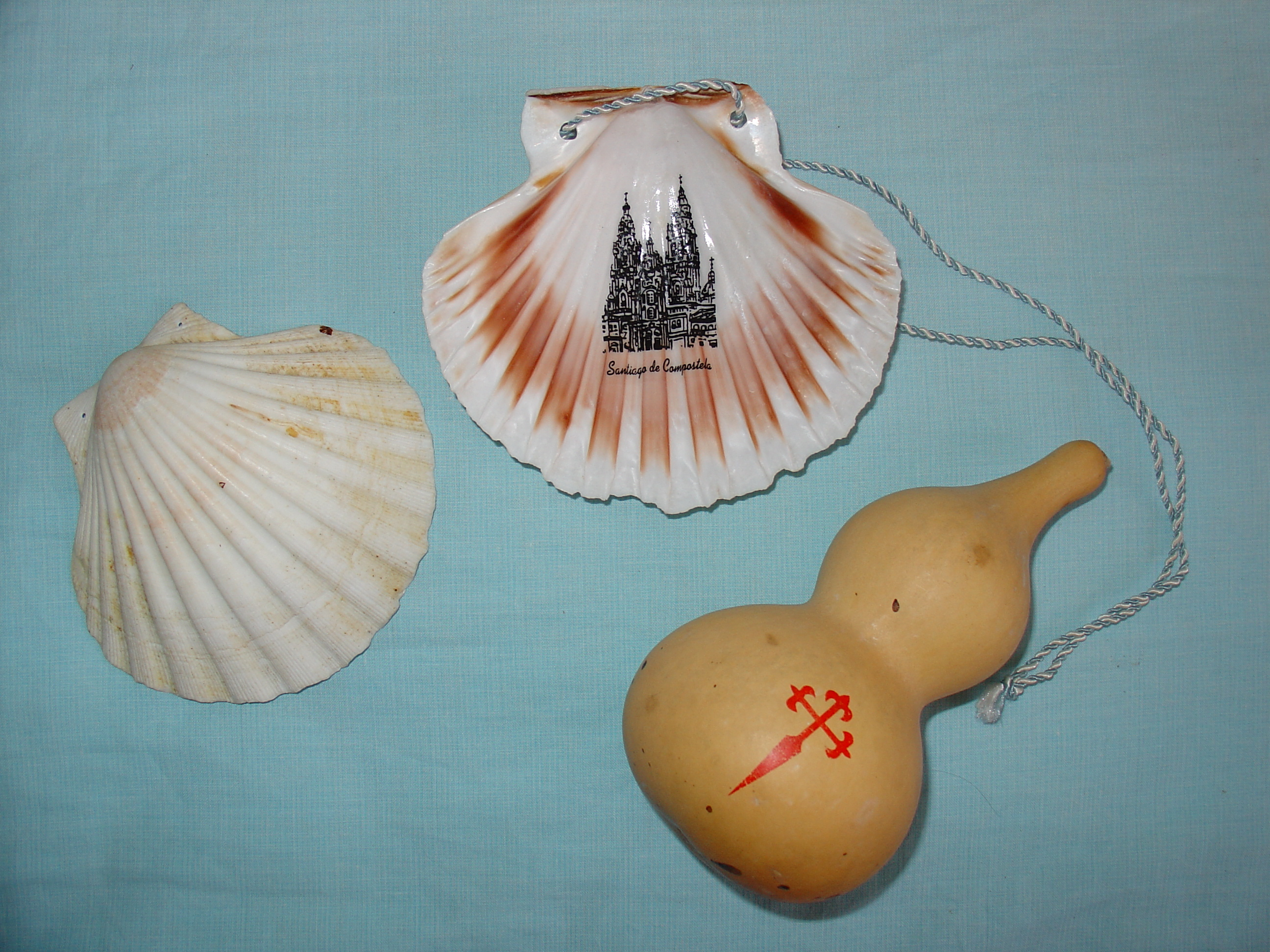
サンティアゴ・デ・コンポステーラ巡礼者が水を入れる
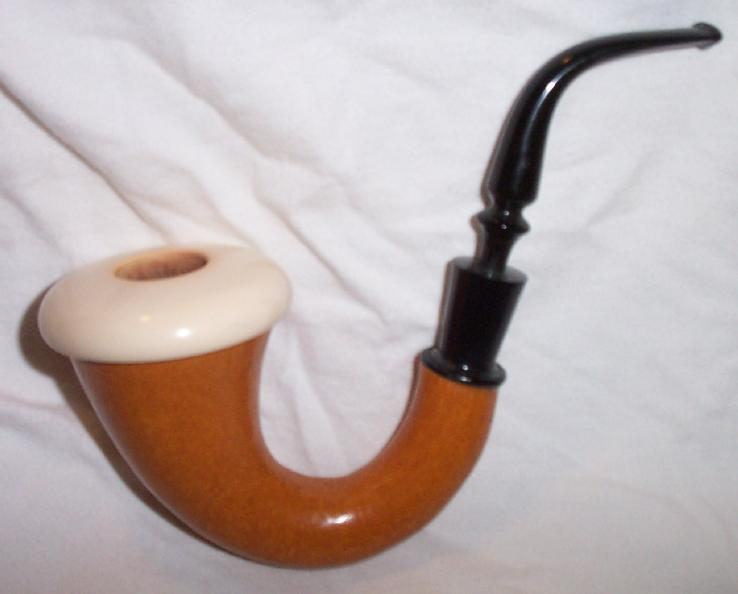
ヒョウタンを素材に用いたキャラバッシュ・パイプ

### 楽器

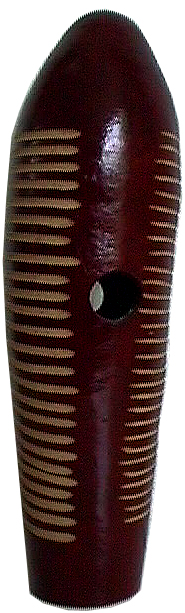
ギロ

ラテン音楽では、ヒョウタンの内側をくりぬき外側に刻みを入れて棒でこすったり叩いたりして演奏する打楽器ギロがある。他に多くの弦楽器（コラ）、打楽器、管楽器、笛、笙などに使われる。

### 浮きと漁具
済州島の海女は浮き用にヒョウタンを抱える漁具としても使われる。

### 神具
日本の神道では中に神が宿る縁起物とされ、神社で破魔矢や絵馬、お守りに付けられる。大分県宇佐市には専門の加工業者があり、契約農家が収穫したヒョウタンを水に2カ月漬け、腐った中身と外皮を取り除いて天日で乾燥させ、塗料と磨きで表面を加工する。
出雲大社の爪剥祭では、生のヒョウタンを胴切にし、麻茎製の柄を付けたものをヒシャクとして、御神水を供える時に使用する伝統がある。これはヒョウタンに宿る霊力を用いるという意味を含むという。

### 風水

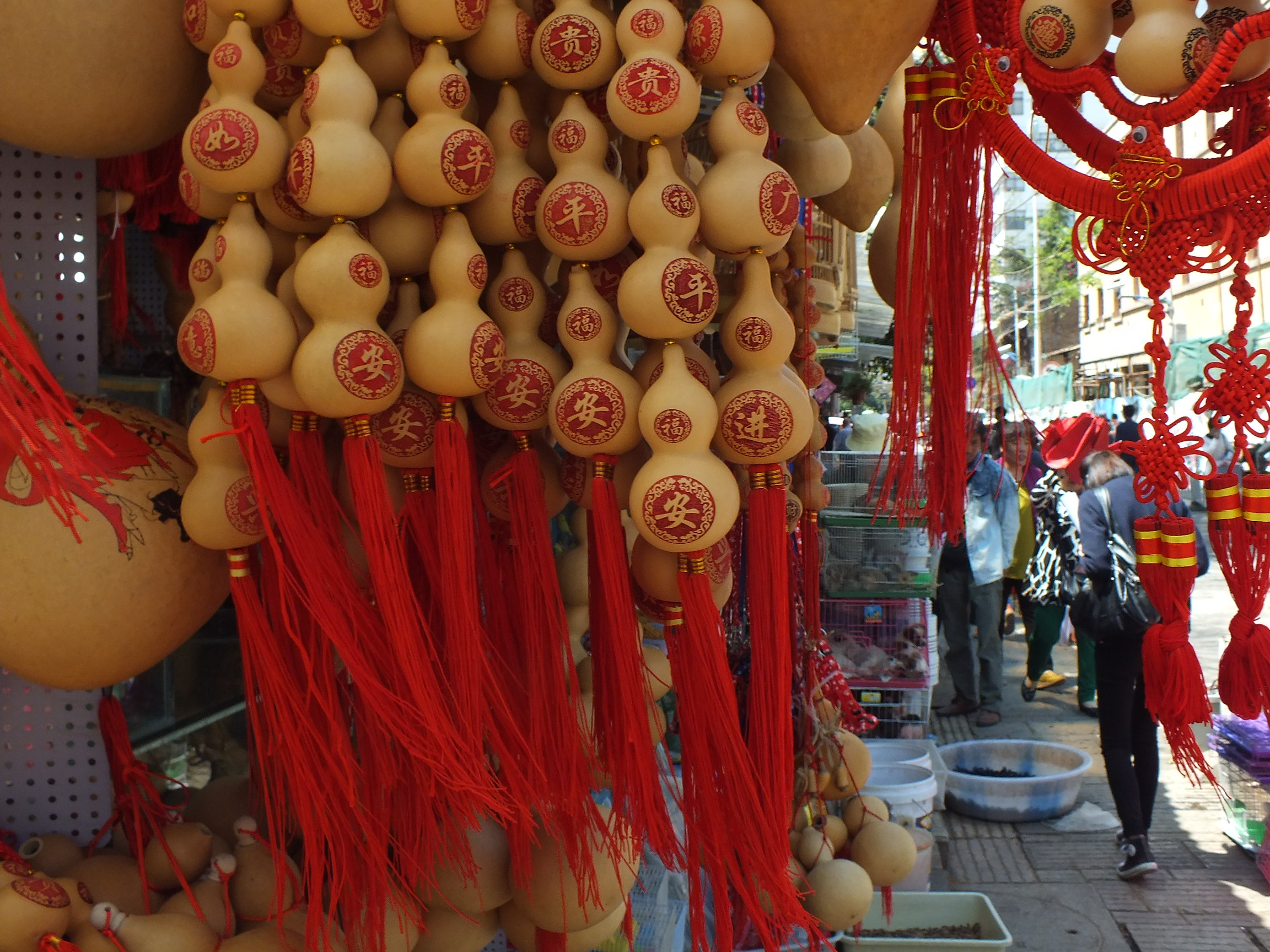
中華人民共和国雲南省昆明市五華区光華街の土産物店に並ぶ縁起物のヒョウタン

風水では、ヒョウタンには邪気を払う力が宿るとされ、また中国語の「葫芦」（ヒョウタン）は「語録」「福禄」と同じ発音の「フールー」であるため古代より幸運を招くお守りとして玄関に掛けたり、携帯することで邪霊を払うといわれ、縁起物として土産物店でよく見かける。中国の伝説には、ヒョウタンを携える人物がしばしば登場する。道教の八仙人の一人、李鉄拐も金のヒョウタンを常に肩から下げていたとされる。済公和尚、魯智深なども常にヒョウタンを携行していた。

### 航海術
ポリネシア人が航海をする際に用いたとされ「魔法のヒョウタン」と呼ばれた。

### 装身具
ニューギニア島の先住民が股間に着用するコテカに加工される。

### 加工方法
ヒョウタンは水筒、酒器、調味料入れなどの容器に加工されることが多い。加工には、まず、完熟したヒョウタンの実を収穫し、ヘタの部分に穴を開ける。そこから棒を突き入れ、果肉をある程度突き崩す。その状態で重石を載せ、水中に漬け込んで果肉を腐らせる。
10日から1か月ほど経ってから、表皮を剥がし、腐って水状になった果肉と種子を逆さまに持って強く振り、全て掻き出して綺麗に洗う。その後に水を取り替え、再度、1週間ほど漬けて腐敗臭を抜いてから陰干しする。乾燥したヒョウタンは、表面に柿渋やベンガラ、漆、ニスなどを塗って仕上げる。水筒や食器など、飲食関係の容器に用いる場合は、酒や番茶を内部に満たして臭みを抜く。
なお果肉の腐敗臭はかなり強烈なので、屋内や住宅密集地での作業は控え、手にはゴム手袋をするのが望ましい。手に臭いが移った場合、石鹸で洗っても臭いは容易に落ちないため、手に灯油や有機溶剤を塗ってから石鹸で洗うと臭いがよく落ちる（ただし皮膚に灯油や有機溶剤が付着することは有害なので、あくまでも緊急時の対処とするのが望ましい）。臭気を抜く方法に、塩素系（キッチンハイター）などの溶液に漬け込むことも有効である。
現在は酵素を利用して果肉を分解する加工液も市販されており、これを利用すると腐敗による加工よりもはるかに早く、腐敗臭もなく加工できる。

## 毒性
観賞用のヒョウタンの中にはククルビタシンという苦味成分のある植物毒を含有しているものがあり、嘔吐と下痢を伴う重篤な胃および腸不全を引き起こし、稀に死亡することもあるため、注意が必要である。
中毒事例
- 茨木市立彩都西小学校において、事前にヒョウタンの植物毒を認知していた校長から制止されたにもかかわらず、これを無視した教諭が児童28人にヒョウタンを食べさせ、17人が中毒症状を起こした。当該教諭は懲戒免職になった[7][8]。
- 「グリーンプラザ山長」（奈良県生駒市）が、生産した苗に誤って「育てて楽しい、食べておいしいシリーズ」のラベルを付けて出荷し、ロイヤルホームセンター（本社・大阪市）で販売された。このうち、押熊店（奈良市押熊町）の購入者から苗を受け取った知人の40歳代女性が実を食べ、腹痛や吐き気などの症状を訴えて2日間入院したが命に別状はなかった[9]。
- 兵庫県篠山市の男性が、自宅の庭で栽培したヒョウタンを素揚げにして友人と食べ、嘔吐や下痢の症状が出て救急車で搬送された[10]。

## 意匠
瓢箪は、「三つで三拍（三瓢）子揃って縁起が良い、六つで無病（六瓢）息災」などといわれ、縁起物として掛け軸や器、染め物などの意匠にも見られる。そのため、豊臣秀吉の「千成瓢箪」に代表されるように、多くの武将が旗印や馬印などの意匠として用いた。大阪府の府章は、この豊臣氏の千成瓢箪をイメージしたものである。

## ギャラリー

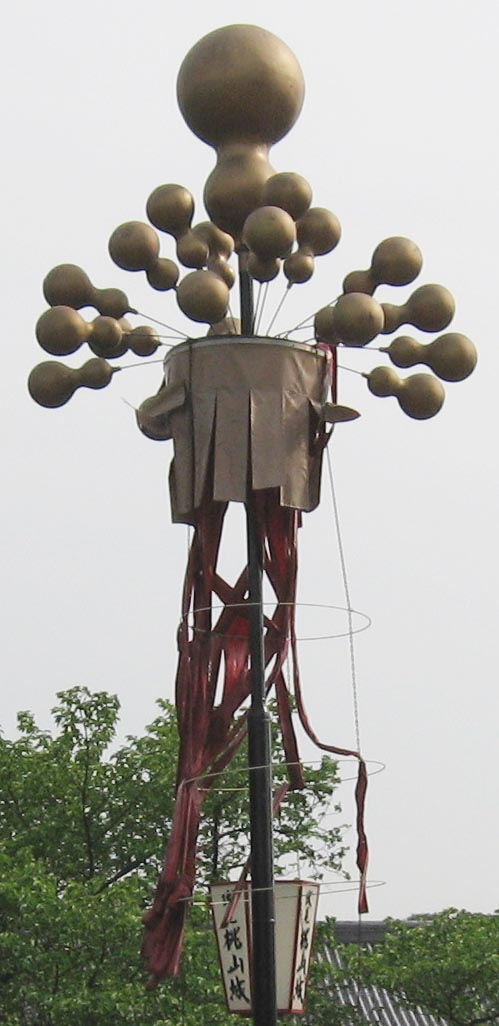
豊臣家の馬印千成瓢箪

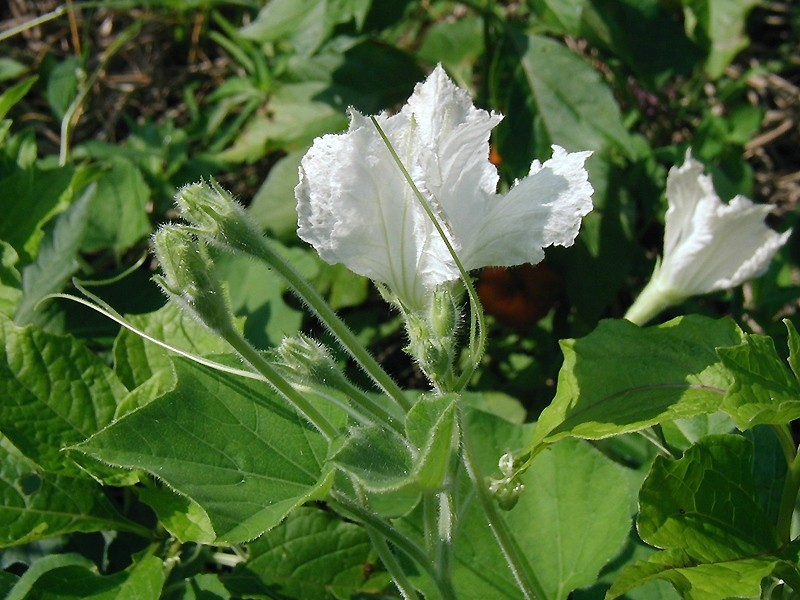
ヒョウタンの花
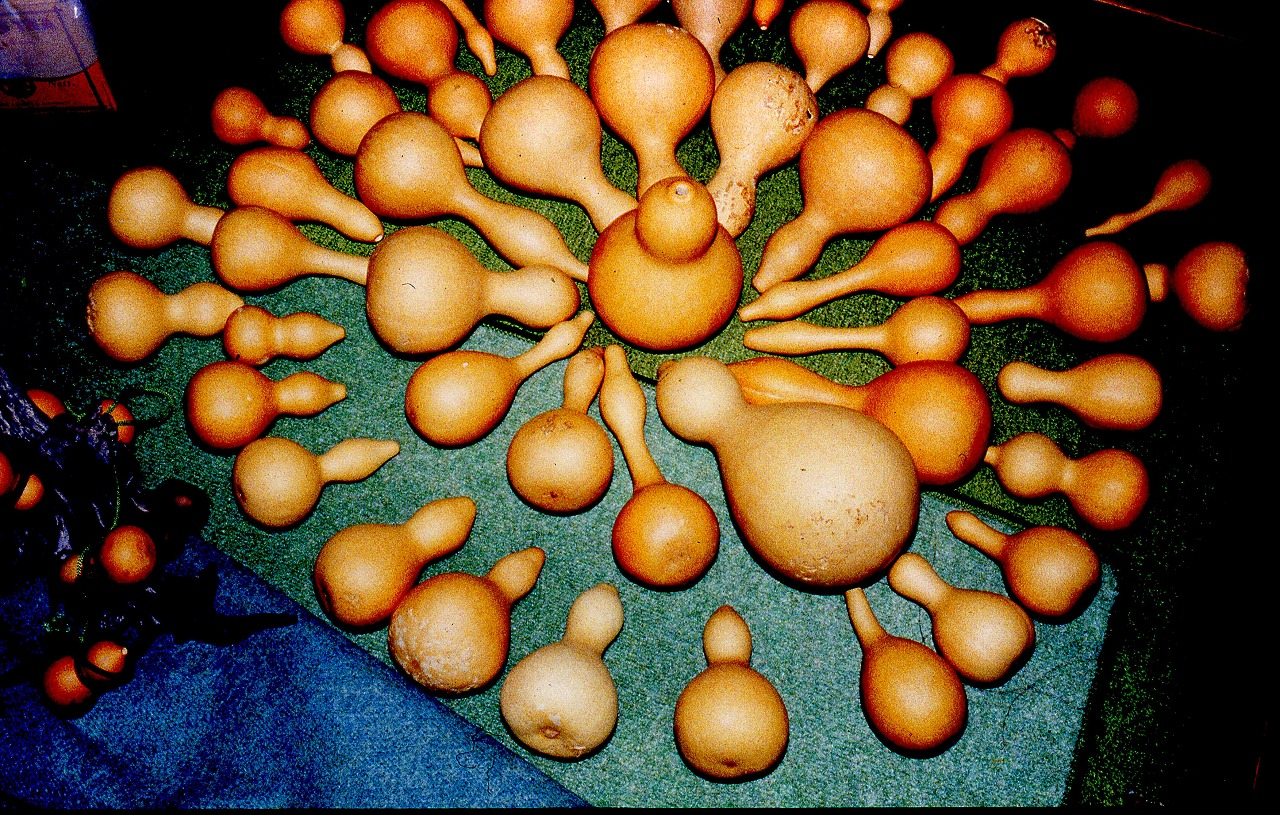
様々なヒョウタン
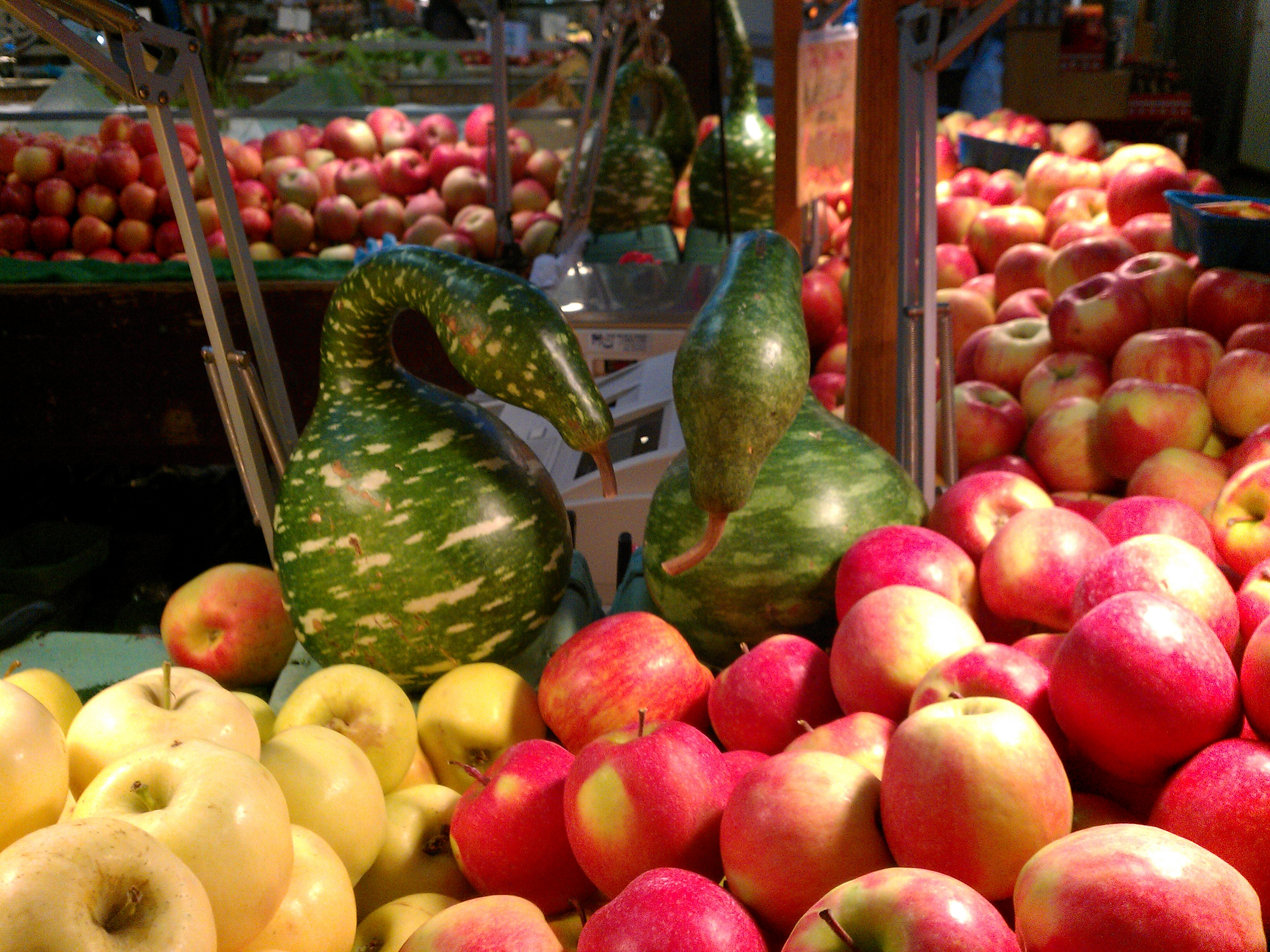
カナダの小売市場にて
大阪府旗の意匠は千成瓢箪にちなむ[23]
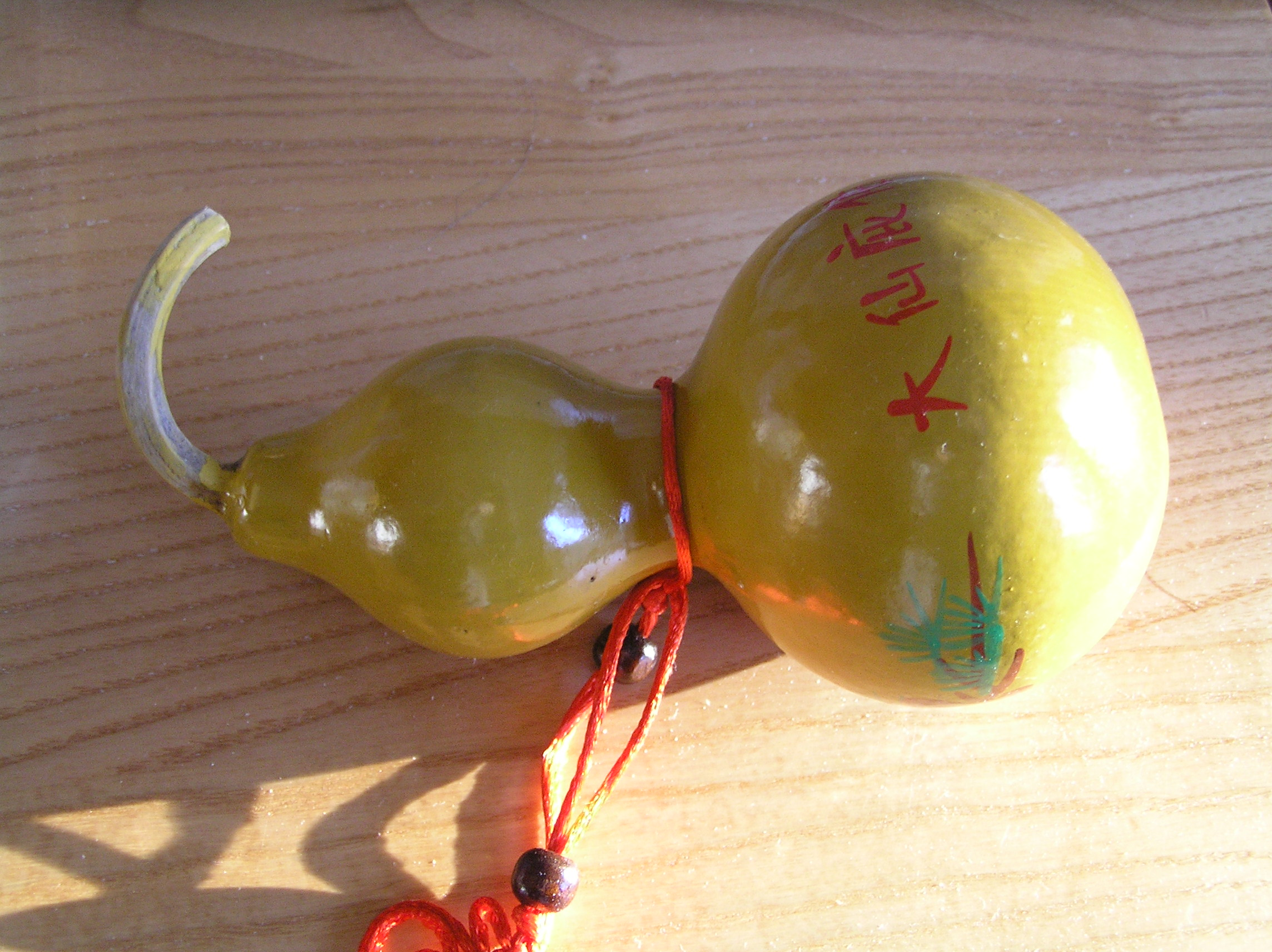
ヒョウタンを用いた容器（中国）
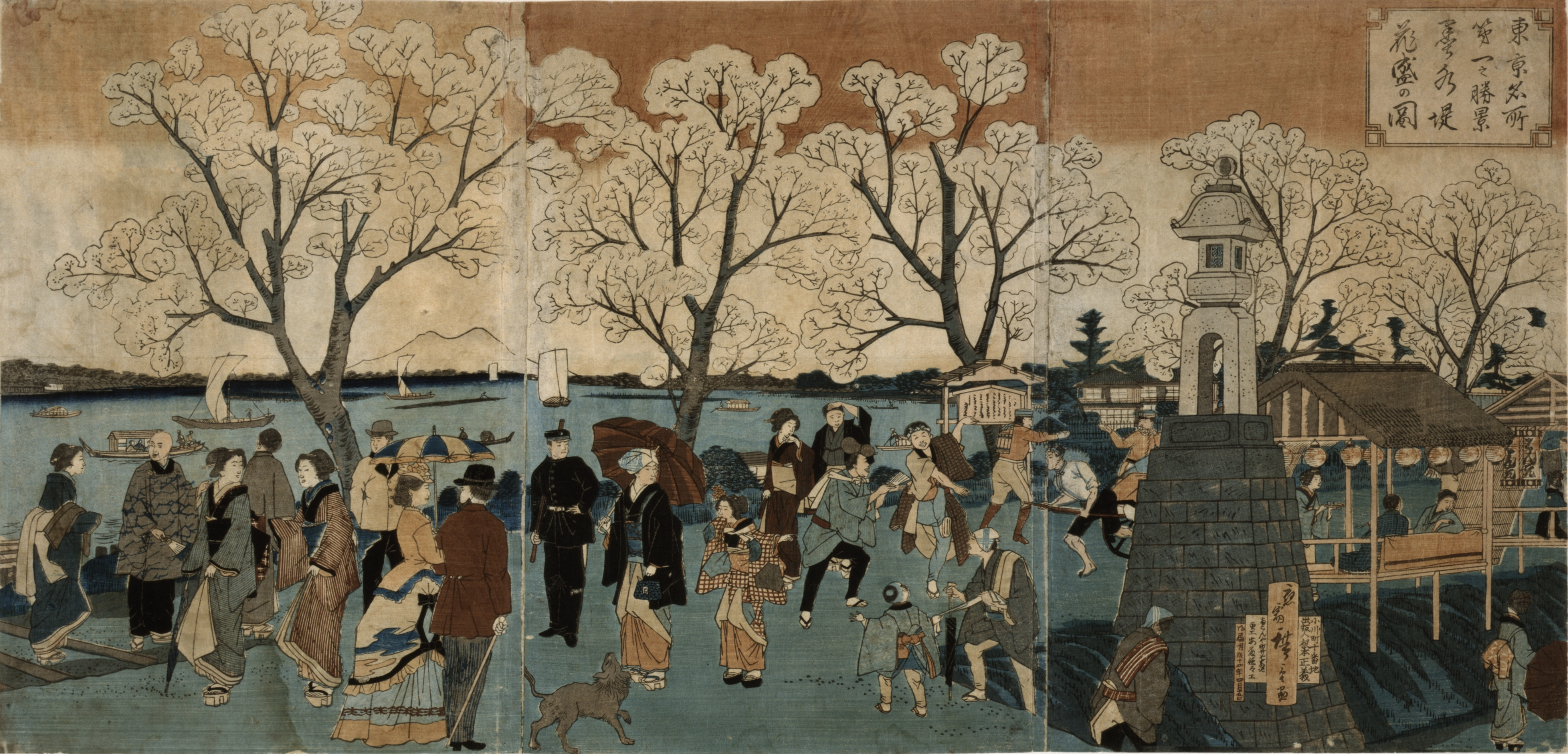
ヒョウタンを頭に載せてお道化る花見客が描かれた3代歌川広重画『東京名所第一之勝景 墨水堤花盛の図』

## ヒョウタンにちなむ名前
真ん中でくびれている、ひょうたんの独特の形（ヒョウタン型）から、それにちなんだ名を持つ生物や地形がある。
植物
真ん中がくびれた実をつける。
- ヒョウタンカズラ
- ヒョウタンボク

魚
- コロダイ（胡盧鯛） - イサキ科の海水魚（学名 Plectorhynchus pictus[24]。

地形
- 瓢箪島 - 日本各地に存在する。ひょっこりひょうたん島
- 瓢箪山古墳 - 日本各地に存在する。

人名
- 朴 - 朝鮮民族の姓。伝説では朴氏の祖先である赫居世居西干がひょうたん形の卵から生まれたことから、朝鮮語でひょうたんを意味する固有語の「박」と名付けられたという。